# 细肢滑面蟹
细肢滑面蟹（学名：Etisus demani）为扇蟹科滑面蟹属的动物。分布于夏威夷、萨摩亚、乌波卢岛、马尔代夫、查戈斯群岛、红海、塞舌耳群岛、马达加斯加以及中国大陆的西沙群岛等地，生活环境为海水，常见于珊瑚礁浅水中。